# Pacyfikacja Skałki Polskiej
Pacyfikacja Skałki Polskiej – masowy mord na ludności cywilnej, połączony z grabieżą i niszczeniem mienia, dokonany przez okupantów niemieckich 11 maja 1943 roku we wsi Skałka Polska na Kielecczyźnie.
Pacyfikację przeprowadzono w odwecie za atak oddziału Gwardii Ludowej na zamieszkany przez ludność niemiecką Antonielów. Funkcjonariusze policji ochronnej i żandarmerii wsparci przez uzbrojonych volksdeutschów z Antonielowa zamordowali 93 Polaków, w tym wiele kobiet i dzieci. Wieś po uprzednim ograbieniu doszczętnie spalono.

## Geneza
Skałka Polska jest przysiółkiem wsi Ewelinów. Leży w dolinie rzeki Czarnej, otaczają ją lasy oraz podmokłe łąki i pastwiska. W okresie międzywojennym należała do gminy Oleszno w powiecie włoszczowskim. W 1943 roku liczyła 18 gospodarstw i około 120 mieszkańców. Była przy tym miejscowością stosunkowo zamożną; jej mieszkańcy utrzymywali się zarówno z rolnictwa, jak też z pracy w pobliskim tartaku, przy wyrębie lasów lub w majątku w Lasocinie. W okresie niemieckiej okupacji miejscowa ludność udzielała wsparcia partyzantom Armii Krajowej z oddziału Mieczysława Tarchalskiego ps. „Marcin” oraz partyzantom Gwardii Ludowej z oddziału Stanisława Olczyka ps. „Garbaty”. Miała także pomagać ukrywającym się Żydom oraz czerwonoarmistom zbiegłym z niemieckiej niewoli. Kilku mieszkańców Skałki należało do placówki AK w Mninie.
W 1943 roku w odpowiedzi na rosnącą aktywność ruchu oporu Niemcy gwałtownie zaostrzyli terror wobec ludności wiejskiej dystryktu radomskiego. Brutalne pacyfikacje dotknęły zwłaszcza środkową część dystryktu, tj. tereny przedwojennych powiatów iłżeckiego, kieleckiego, koneckiego i włoszczowskiego. Spacyfikowana została m.in. Luta w powiecie koneckim, gdzie 18 i 22 kwietnia niemiecka żandarmeria zamordowała 30 Polaków. W odwecie za tę zbrodnię oddział Gwardii Ludowej przeprowadził atak na Antonielów. Wieś tę w XIX wieku zasiedlili niemieccy koloniści, a ich potomkowie mimo upływu wielu dziesięcioleci zachowali poczucie odrębności narodowej. Po rozpoczęciu okupacji wielu mieszkańców Antonielowa zadeklarowało się jako volksdeutsche, a wieś – znana również pod nazwą Skałki Niemieckiej – stała się dla władzy okupacyjnej silnym punktem oparcia. Podczas ataku volksdeutsche stawili polskim partyzantom zbrojny opór. Osiemnastu zginęło w czasie walki, spłonęły także trzy gospodarstwa.
W odwecie za atak na Antonielów władze okupacyjne postanowiły przeprowadzić szeroko zakrojoną akcję represyjną. 27 kwietnia 1943 roku niemiecka policja spacyfikowała Naramów, mordując 24 osoby i paląc pięć zagród. Na wieść o tej zbrodni wielu mieszkańców Skałki Polskiej uciekło ze swych domów. Chcąc uśpić ich czujność, Niemcy uciekli się do podstępu. Publicznie ogłosili, że nie będą stosować dalszych represji oraz pozwolili przyjąć w szpitalu w Końskich rannych mieszkańców Naramowa. Działania te skłoniły część Polaków do powrotu do domów. Wielu mężczyzn i młodych chłopców nadal nocowało jednak w pobliskich lasach i na polach, powracając do Skałki tylko na czas pracy w gospodarstwach. W tej sytuacji okupanci podjęli kolejne działania dezinformacyjne. 9 maja sołtys Antoni Łapot zwołał zebranie, w którego trakcie przekazał wezwanie władz okupacyjnych, aby „ludzie niepotrzebnie ukrywający się po lasach, którzy z partyzantami nie mają nic wspólnego, powrócili do swych domów”. Apelom o zachowanie spokoju i powrót do pracy towarzyszyła groźba, że osoby ukrywające się będą uważane za „wspólników bandytów”. W rezultacie niemal wszyscy mieszkańcy Skałki zaprzestali ukrywania się. Prawdopodobnie wpływ na tę decyzję miało również zmęczenie wielodniowym koczowaniem pod gołym niebem oraz nadzieja na pomoc ze strony placówek ruchu oporu z Łopuszna i Mnina.

## Przebieg pacyfikacji
10 maja sołtys Antoni Łapot udał się na posterunek straży krajowej (Landwacht) w Antonielowie, aby zameldować, że mieszkańcy Skałki powrócili do swych domów. Tego samego dnia na posterunku żandarmerii w Łopusznie odbyła się narada, której przewodniczył mjr Seiler, dowódca II batalionu 22. pułku policji ochronnej. Jej celem było omówienie planu pacyfikacji Skałki. Postanowiono, że w akcji wezmą udział żandarmi z komendy rejonowej w Kielcach i posterunku w Łopusznie, członkowie Landwacht z Antonielowa oraz specjalna grupa policji ochronnej (Schutzpolizei) z Kielc. Komendę nad ekspedycją karną objął kpt. Gerulf Mayer, dowódca komendy żandarmerii w Kielcach. Policjantom i żandarmom zapowiedziano, że powinni się spodziewać oporu partyzantów. Niemiecki plan przewidywał, że wieś otoczy kordon strzelców rozstawionych co 20-30 metrów, a na obu jej krańcach wystawione zostaną posterunki uzbrojone w broń maszynową. Wewnątrz operować miały trzyosobowe grupy policjantów i żandarmów, których zadaniem było „zniszczenie wroga w domach i zabudowaniach”.
Jednym z żandarmów, którego wyznaczono do udziału w pacyfikacji, był Adolf Karl Landl z posterunku w Łopusznie. Funkcjonariusz ten był Austriakiem, który z powodu antynazistowskich przekonań podjął współpracę z wywiadem Armii Krajowej. Przez swą przyjaciółkę Jadwigę Wcisło zdołał przekazać ostrzeżenie, że o świcie 11 maja rozpocznie się pacyfikacja Skałki Polskiej. Wcisło dostarczyła tę wiadomość leśniczemu Zawadzie z Jasienia. Ten z kolei przekazał ostrzeżenie sołtysowi Łapotowi, który – o czym wtedy jeszcze nie wiedziano – współpracował z Gestapo. Konfident nie tylko nie ostrzegł mieszkańców Skałki, lecz zdobyte informacje przekazał Adolfowi Golkemu, komendantowi posterunku w Antonielowie.
Po północy 11 maja ekspedycja karna wyruszyła z Kielc. Około godziny 3:00 Mayer i jego ludzie dotarli do Łopuszna, skąd zabrali grupę żandarmów z tamtejszego posterunku. Następnie wyruszyli do Antonielowa, gdzie dołączyli do nich uzbrojeni volksdeutsche. Mayer polecił miejscowym Niemcom, aby po „zlikwidowaniu bandytów” udali się furami do Skałki i zabrali z tamtejszych gospodarstw całe mienie, którego nie zagarnie grupa gospodarcza policji.
Niedługo później Skałkę otoczył kordon niemieckiej policji, której za przewodników służyli miejscowi volksdeutsche. Na obu krańcach wsi wystawiono posterunki. Mayer polecił sołtysowi, aby uspokoił ludność, że nie grozi jej nic złego. Mieszkańcy, których Łapot uprzedził już wcześniej, że Niemcy przybędą do wsi, aby sprawdzić, czy wszystkie ukrywające się osoby powróciły do swych domów, uwierzyli uspokajającym zapewnieniom. Sam sołtys na rozkaz Mayera zamknął się wraz z rodziną w swoim gospodarstwie. Przed jego domem Niemcy wystawili wartę. Niedługo później do zagrody sołtysa doprowadzono jeszcze rodzinę jego brata Władysława. Zanim rozpoczęła się masakra, z rąk Niemców zginął agronom Antoni Fatalski, który był dowódcą miejscowej drużyny AK. Jego śmierć skłoniła niektórych mieszkańców do poszukiwania schronienia. Niedługo później zastrzelono Stefana Komisarczyka, który usiłował wyminąć niemiecki kordon.
Masakra rozpoczęła się na dany przez Mayera trzykrotny sygnał gwizdkiem. Trzyosobowe grupy policjantów i żandarmów krążyły od domu do domu, zabijając napotkanych mieszkańców. Ludność mordowano bez względu na wiek i płeć. Niemcy strzelali do uciekających, wrzucali granaty przez okna domów, dobijali rannych, mordowali kobiety i dzieci przy użyciu kolb karabinowych. Dwuletniemu Stefanowi Fijołkowi jeden z żandarmów roztrzaskał głowę o przydrożny kamień.
Pacyfikacja trwała sześć godzin. Gdy zakończyło się mordowanie ludności, volksdeutsche z okolicznych wsi przystąpili do grabieży opustoszałych zagród. Inwentarz żywy oraz wartościowe przedmioty zabrano na posterunek żandarmerii w Łopusznie. Po zakończeniu rabunku Niemcy wrzucili zwłoki pomordowanych do zabudowań, które następnie podpalili. Zginęła wtedy pewna liczba Polaków, którzy wciąż ukrywali się na terenie wsi. Skałka została niemal doszczętnie spalona; nie oszczędzono nawet zagród sołtysa i jego brata. Ocalały tylko dom i kuźnia należące do rodziny Fatalskich.
Tego dnia zamordowano 91 mieszkańców Skałki Polskiej. W gronie ofiar znalazło się 29 mężczyzn, 23 kobiety, 21 dzieci i młodocianych w wieku 7–18 lat oraz 18 dzieci poniżej 7. roku życia. Z masakry ocalało zaledwie dziewięć osób, nie licząc sołtysa i jego najbliższych. Aresztowany w czasie pacyfikacji Stanisław Łapot został po śledztwie wywieziony do obozu Auschwitz-Birkenau. Udało mu się przeżyć pobyt w obozie, zginął tam natomiast wywieziony wraz z nim brat sołtysa, Władysław.

## Epilog
Po odejściu Niemców na miejscu kaźni zaczęli się gromadzić Polacy z okolicznych wsi. Wieczorem 11 maja przepędzili ich stamtąd uzbrojeni volksdeutsche z Antonielowa, którzy następnie dokończyli rabunek i spalili ocalały dom Fatalskich.
Rankiem 12 maja żandarmi z Łopuszna i volksdeutsche z Antonielowa ponownie urządzili obławę na ludność polską, która przybyła na zgliszcza Skałki. Postrzelono wtedy jedną osobę, a cztery inne zatrzymano. Niemcy puścili wolno dwie kobiety, lecz rozstrzelali ujętego Tadeusza Lesiaka oraz dziesięcioletniego N.N. chłopca. Tym samym liczba ofiar pacyfikacji wzrosła do 93 osób. Zwłoki obu zamordowanych wrzucono do kuźni Fatalskich, którą następnie podpalono.
Niemcy polecili sołtysowi pobliskiego Ewelinowa, Antoniemu Ociepce, zorganizować pochówek ofiar. 15 maja zwłoki zamordowanych złożono w zbiorowej mogile, którą wykopano na środku wsi, przy skrzyżowaniu wiejskiej uliczki z drogą łączącą Ewelinów z Antonielowem. Po zakończeniu wojny rodziny ofiar oznaczyły mogiłę krzyżem. W 1956 roku odsłonięto tam skromny pomnik ufundowany przez mieszkańców powiatu włoszczowskiego.
9 maja 1977 roku Skałka Polska została odznaczona Orderem Krzyża Grunwaldu III klasy „w uznaniu patriotycznej postawy mieszkańców, za czynny udział w walce z hitlerowskim najeźdźcą oraz w walce o umocnienie władzy ludowej”.

## Odpowiedzialność sprawców
Sołtys Antoni Łapot zamieszkał w Ewelinowie. Pod koniec lipca 1943 roku został zastrzelony przez żołnierzy AK z oddziału „Marcina”.
Gerulf Mayer został postawiony w stan oskarżenia pod koniec lat 60. Jego proces toczył się przed austriackim sądem w Grazu. W charakterze świadków wystąpili wtedy m.in. dwaj ocalali mieszkańcy Skałki Polskiej, Józef Fatalski i Antoni Sobczyk. Wyrokiem z 28 marca 1969 roku Mayer został uznany winnym kierowania pacyfikacją Skałki oraz likwidacją żydowskich gett w Chmielniku i Chęcinach. Skazano go na 11 lat ciężkiego więzienia.
Po 1960 roku materiały dotyczące pacyfikacji wielu polskich wsi zostały przekazane przez Główną Komisję Badania Zbrodni Hitlerowskich w Polsce do Centrali Badania Zbrodni Narodowosocjalistycznych w Ludwigsburgu. W rezultacie zachodnioniemiecka prokuratura wszczęła śledztwo w sprawie pacyfikacji Naramowa i niewymienionej z nazwy Skałki Polskiej. Po pewnym czasie zostało ono jednak umorzone. W postanowieniu wydanym przez prokuraturę we Freiburgu znalazła się sugestia, że pacyfikacje były usprawiedliwione wcześniejszym atakiem polskich partyzantów na Antonielów.